# Ford Pinto
 (août 2025).
Le contenu est difficilement compréhensible vu les erreurs de traduction, qui sont peut-être dues à l'utilisation d'un logiciel de traduction automatique.

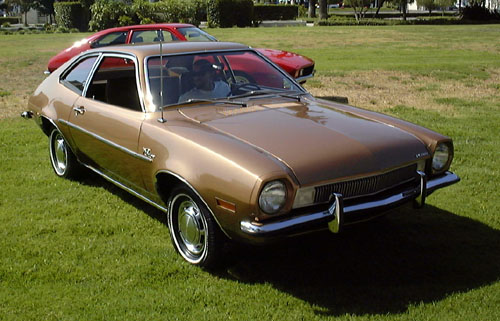
Une Ford Pinto.

La Ford Pinto est une automobile subcompacte faite par Ford en Amérique du Nord. Elle a été introduite pour la première fois le 11 septembre 1970. Elle est célèbre pour son défaut de conception et la décision de Ford de ne pas le corriger afin de ne pas affecter ses bénéfices.
Plus de trois millions d'exemplaires seront mis sur le marché jusqu'en 1980.

## Contexte
Les constructeurs automobiles américains avaient d'abord contré les importations telles que la Volkswagen Coccinelle avec des voitures compactes, notamment la Ford Falcon, la Ford Maverick, la Chevrolet Corvair et la Plymouth Valiant, bien que ces voitures soient équipées de moteurs six cylindres et étaient comprises dans une catégorie de véhicules plus grands. Alors que la popularité des petites importations japonaises de Toyota et de Datsun augmentait tout au long des années 1960, Ford Amérique du Nord a répondu en introduisant la Cortina de Ford Europe en tant qu'importation captive. Les constructeurs automobiles américains ont présenté leurs propres sous-compactes, dirigées par l'AMC Gremlin qui est arrivé six mois avant la Pinto, et la Chevrolet Vega, introduite la veille de la Pinto.
Nommée d'après un poney, la Pinto a été introduite le 11 septembre 1970. Elle avait une plate-forme complètement nouvelle, mais utilisait un groupe motopropulseur de l'Escort aux spécifications européennes. Le président de Ford, Henry Ford II, a lui-même acheté une Runabout (modèle à hayon) de 1971 pour l'utiliser comme l'une de ses voitures personnelles.

## Développement du produit
La planification initiale de la Pinto a commencé à l'été 1967, elle a été recommandée par le comité de planification des produits de Ford en décembre 1968 et approuvée par le conseil d'administration de Ford en janvier 1969. Le président de Ford, Lee Iacocca, voulait un modèle de 1971 pesant moins de 2 000 livres et dont le prix serait inférieur à 2 000 $ US. Le développement produit de la Pinto, depuis la conception jusqu'à la livraison, s'est achevé en 25 mois, alors que la moyenne dans l'industrie automobile était de 43 mois, c'était le calendrier de planification de production le plus court dans l'histoire de l'automobile à l'époque. Certains processus de développement, généralement conduits séquentiellement, ont été menés en parallèle. La machine-outil chevauchait sur le développement du produit, ce qui gelait la conception de base. Les décisions qui menaçaient le calendrier étaient découragées,, l'attitude de la direction de Ford était de développer la Pinto le plus rapidement possible. Iacocca a commandé un projet urgent pour construire la voiture, et la Pinto est connue en interne sous le nom de « voiture de Lee ». La carrosserie de la Pinto a été dessinée par Robert Eidschun.
Offerte avec un moteur quatre cylindres en ligne et des sièges baquets, la conception mécanique de la Pinto était conventionnelle, avec une construction monocoque, un moteur monté longitudinalement à l'avant entraînant les roues arrière via une transmission manuelle ou automatique et une extrémité arrière à essieu dynamique. La suspension était composée de bras de suspension de longueur inégale avec ressorts hélicoïdaux avant; l'essieu arrière sous tension était suspendu à des ressorts à lames. La direction à crémaillère et pignon disposait en option d'une assistance électrique, tout comme les freins.

## Historique de production
Le 11 septembre 1970, Ford a présenté la Pinto sous le slogan The Little Carefree Car (La petite voiture insouciante),.
Après que la conception structurelle sur des styles de carrosserie alternatifs ait rencontré des obstacles, Ford offrait uniquement la Pinto en tant que berline deux portes, avec des modèles d'entrée de gamme au prix de 1 850 $, sous-cotant la Chevrolet Vega de GM et ciblant directement les modèles importés - qui comprenaient de nouveaux concurrentes comme la Mazda 1200 en 1971, la Subaru DL en 1972 et l'Honda Civic en 1973.
La Pinto s'est vendue à plus de 100 000 unités en janvier 1971, et 352 402 pour l'ensemble de la production de 1971; 1974 a vu le plus de Pinto produites en une seule année modèle, avec 544 209 unités.
| Année civile                  | 1971    | 1972    | 1973    | 1974    | 1975    | 1976    | 1977    | 1978    | 1979    | 1980    |
| ----------------------------- | ------- | ------- | ------- | ------- | ------- | ------- | ------- | ------- | ------- | ------- |
| Unités                        | 352,402 | 480,405 | 484,512 | 544,209 | 223,763 | 290,132 | 225,097 | 188,899 | 199,018 | 185,054 |
| Production totale : 3 173 491 |         |         |         |         |         |         |         |         |         |         |

### 1971-1973
La Ford Pinto a été mise en vente le 11 septembre 1970, dans un style de carrosserie, une berline fastback avec un coffre à malle. Une version à hayon est devenue disponible le 20 février 1971, faisant ses débuts au Salon de l'auto de Chicago. En 1971, la brochure de la Pinto est livrée avec une Pinto en papier découpé que l'on pouvait plier pour en faire un modèle 3D. Commercialisée sous le nom de Runabout, la version à hayon a été mise en vente cinq jours plus tard, au prix de 2062 $. Le hayon lui-même comportait des charnières apparentes chromées pour le hayon et cinq bandes décoratives chromées, des entretoises pneumatiques pour aider à ouvrir le hayon, une lunette arrière à peu près aussi grande que celle de la berline à malle et un siège rabattable - une caractéristique qui est simultanément devenue une option sur la berline à malle. Le modèle à hayon correspondait à la berline à malle dans toutes les autres dimensions et offrait 38,1 pieds cubes (1,08 m3) d'espace de chargement avec les sièges rabattus. En 1972, Ford a redessiné le hayon lui-même, avec la partie vitrée du hayon agrandie à presque toute la taille du hayon lui-même, pour finalement être complétée en 1977-1980 avec un hayon arrière entièrement en verre, en option.
Le 30 octobre 1970, moins de deux mois après l'introduction, 26 000 Pinto ont été rappelées pour résoudre un problème éventuel de blocage de l'accélérateur une fois engagé à plus de la moitié,,. Le 29 mars 1971, Ford a rappelé les 220 000 Pinto fabriquées avant le 19 mars 1971, pour résoudre un problème de vapeurs de carburant dans le filtre à air du moteur pouvant s'enflammer par un retour de flamme à travers le carburateur,,.
Le 24 février 1972, le break Pinto a fait ses débuts avec une longueur totale de 172,7 po (4 390 mm) et 60,5 pieds cubes (1,71 m3) de volume de chargement. Premier break 2 portes de Ford depuis la Falcon de 1965, le break Pinto était équipé de vitres arrière rabattables. Comme les freins à disque avant, le moteur de 2,0 litres faisait partie de l'équipement de série. Un break Pinto Squire présentait des panneaux latéraux en faux bois similaires au Country Squire full-size,.
Toujours en février 1972, la finition Sprint Decor a été mis à disposition pour la Pinto, pour une seule année modèle. La finition Sprint Decor comprenait une peinture extérieure blanche avec des accents bleus et des bandes rouges, une calandre noircie, des roues de couleur assortie avec des anneaux de finition et des enjoliveurs lumineux, des pneus à flancs blancs et des doubles rétroviseurs sport de couleur assortie. L'intérieur comprenait des sièges baquets en tissu et vinyle rouge, blanc et bleu, une moquette complète ainsi qu'un volant de luxe. La finition Sprint Decor était proposée simultanément sur les Maverick et Mustang.
Pour l'année modèle 1973, plus de finitions d'apparence ont été offertes. Il y avait une nouvelle finition Sport Accent offerte en peinture extérieure blanche avec un choix d'accent bicolore orange ou avocat, un toit en vinyle assorti et un intérieur de luxe avec des garnitures en bois. Il y avait aussi une nouvelle finition Luxury Decor avec des moulures d'habillage extérieures lumineuses, des bandes de frottement de pare-chocs noires et un intérieur de luxe avec des garnitures en bois. De nouvelles roues en aluminium forgé rainurées ont été proposées.

### 1974-1978
En 1974, pour répondre à la réglementation fédérale, des pare-chocs de 8 km/h ont été ajoutés à l'avant et à l'arrière. Contrairement à la plupart des voitures des années 1970, l'ajout de pare-chocs plus gros sur la Pinto n'a pas nécessité de modifications majeures de la carrosserie. Alors que le moteur Kent sous-alimenté a été abandonné, le moteur optionnel OHC a été étendu à 2,3 L; sous diverses formes, ce moteur a propulsé une variété de véhicules Ford pendant 23 ans. En 1974, Mercury a commencé à vendre une version remaniée de la Pinto, appelée Bobcat, en tant que modèle exclusivement canadien. 544 209 unités vendues; 1974 est devenue l'année modèle la plus populaire pour la Pinto. Des pneus à ceinture en acier, un système d'alarme antivol et une peinture métallique luisante étaient en option.
En 1975, dans le but de mieux rivaliser avec l'AMC Gremlin, Ford a présenté le V6 de 2,8 L; bien que beaucoup moins puissant que le six cylindres en ligne standard de la Gremlin, le V6 a donné à la Pinto une fonctionnalité indisponible dans la Chevrolet Vega. Les ventes de Mercury Bobcat ont été étendues aux concessionnaires Lincoln-Mercury des États-Unis; elle était vendue en version berline et break.
En tant que mise à jour de style mineure pour 1976, la Pinto a reçu la calandre de style caisse d'œufs et les cadres de phares chromés recyclés depuis la Mercury Bobcat de 1974 unique au Canada. Pour une année modèle seulement, deux nouvelles finitions optionnelles ont été offertes. L'une était la nouvelle finition d'apparence sportive Stallion avec garniture occultante et accent bicolore noire offert dans des couleurs carrosserie rouge, jaune, argent et blanc. Cette finition optionnelle était partagée avec la Mustang II et la Maverick. L'autre nouvelle finition optionnelle était la Runabout Squire qui présentait des carrosseries en vinyle à grain de bois comme le break Squire. L'intérieur a reçu la finition optionnelle Luxury Decor qui comprenait de nouveaux sièges baquets à dossier bas en vinyle ou en tissu à carreaux avec garniture de porte assortie.
Pour l'année modèle 1977, la Pinto a reçu ses premières mises à jour importantes de style avec des godets de phares arrière incliné, des feux de stationnement et une calandre en uréthane. Les feux arrière ont été révisés, sauf pour les breaks. Les Runabout ont offerte pour la première fois un hayon arrière entièrement vitré. Les breaks Pinto ont reçu une nouvelle finition optionnelle. Surnommé le Pinto Cruising Wagon, il s'agissait de la version berline de livraison de la Pinto, conçu pour ressembler à une petite camionnette civile, avec des vitres latérales rondes de style "fenêtres à bulles" et un choix de graphiques en vinyle en option.
Ford a offert de nouvelles finitions d'apparence sportive similaires à celles trouvées sur les Chevrolet Vega et AMC Gremlin, mais c'étaient des améliorations strictement esthétiques qui n'ajoutaient rien aux performances du véhicule.
En 1978, la Pinto n'était plus la plus petite Ford vendue aux États-Unis, car la société a introduit la Fiesta. Près de deux pieds plus courte que la Pinto, la Fiesta, de conception allemande, a été la première voiture à traction avant vendue par Ford aux États-Unis.

### 1979-1980
Pour l'année modèle 1979, la Pinto a connu sa dernière mise à jour stylistique importante. Abandonnant son style originant de la Maverick, la Pinto a pris le look de la Fairmont moderne avec des phares rectangulaires, des feux de stationnement verticaux et une calandre arrière plus haute et inclinée. À l'exception des breaks, les feux arrière ont été révisés. L'intérieur a été mis à jour avec un nouveau tableau de bord rectangulaire et un tableau de bord modifié pour les véhicules sans les instrumentation sport optionnelles. La variété des finitions d'apparence sportive a été revue, certaines avec de nouveaux graphismes.
1980 a marqué la fin de la production de la Pinto pour faire place à sa remplaçante, la Ford Escort à traction avant. Pour 1980, le moteur V6 a été abandonné, laissant le 2,3 L comme seul moteur,.

## Groupe motopropulseur
À l'exception de 1980, le Pinto était disponible avec un choix de deux moteurs. Pour les cinq premières années de production, seuls des moteurs quatre cylindres en ligne étaient proposés. Ford changeait les cotes de puissance presque chaque année.
En 1974, le moteur quatre cylindres en ligne OHC de 2,3 litres (140 pouces cubes) a été introduit. Ce moteur a été mis à jour et modifié à plusieurs reprises, lui permettant de rester en production jusqu'en 1997. Parmi les véhicules Ford basé sur les performances, une version turbocompressée de ce moteur a ensuite alimenté la Thunderbird Turbo Coupé, la Mustang SVO et la Merkur XR4Ti de construction européenne.
Les premières Pinto livrées au cours des premières années utilisaient les moteurs anglais de 1 600 cm3 (98 pouces cubes) et allemands de 2 000 cm3 (120 pouces cubes) réglés pour les performances (voir ci-dessous). Le moteur de 2000 cm3 utilisait un carburateur à deux barrils où un seul alésage était plus grand que celui utilisé dans la Maverick. Avec le faible poids (pas beaucoup plus de 2000 lb (910 kg)) et le moteur SOHC, elle accélérait de 0 à 96 km/h en 10,8 secondes. Avec l'avènement des exigences de contrôle des émissions, Ford est passé des moteurs d'origine européenne à des moteurs d'origine nationale, en utilisant des conceptions nouvelles ou modifiées. La nouvelle législation sur la sécurité a affecté les pare-chocs et autres pièces, augmentant le poids de la voiture et réduisant les performances. Les normes SAE, révisées en 1972, ont fait chuter le moteur de 1,6 l (98 pouces cubes) de la Pinto à 54 ch (40 kW) - et le moteur de 2,0 l (120 pouces cubes) à 86 ch (64 kW).
| Nom du moteur                                                                            | Années disponible | Déplacement              | Puissance † | Couple †                                                                                  |
| ---------------------------------------------------------------------------------------- | ----------------- | ------------------------ | --- | ----------------------------------------------------------------------------------------- |
| Moteur quatre cylindres en ligne                                                         |                   |                          | |                                                                                           |
| Quatre cylindres en ligne Kent de Ford                                                   | 1971–1973         | 98 pouces cubes (1.6 L)  | - 75ch (56 kW; 76 PS) (1971) - 54ch (40 kW; 55 PS) (1972–1973)                                                                                        | - 130 N⋅m (1971)                                                                          |
| Quatre cylindres en ligne EAO de Ford                                                    | 1971–1974         | 122 pouces cubes (2.0 L) | - 100ch (75 kW; 101 PS) (1971) - 86ch (64 kW; 87 PS) (1972–1974)                                                                                      |                                                                                           |
| Quatre cylindres en ligne LL23 de Ford                                                   | 1974–1980         | 140 pouces cubes (2.3 L) | - 90ch (67 kW; 91 PS) (1974) - 83ch (62 kW; 84 PS) (1975) - 92ch (69 kW; 93 PS) (1976) - 89ch (66 kW; 90 PS) (1977) - 88ch (66 kW; 89 PS) (1978–1980) | - 150 N⋅m (1975) - 164 N⋅m (1976) - 160 N⋅m (1977) - 160 N⋅m (1978–1979) - 161 N⋅m (1980) |
| moteur V6                                                                                |                   |                          | |                                                                                           |
| V6 Cologne de Ford                                                                       | 1975–1979         | 170 pouces cubes (2.8 L) | - 97ch (72 kW; 98 PS) (1975) - 103ch (77 kW; 104 PS) (1976) - 93ch (69 kW; 94 PS) (1977) - 90ch (67 kW; 91 PS) (1978) - 102ch (76 kW; 103 PS) (1979)  | - 188 N⋅m (1975) - 202 N⋅m (1976) - 190 N⋅m (1977) - 194 N⋅m (1978) - 187 N⋅m (1979)      |
| †Les cotes de puissance et de couple sont en production nette après l'année modèle 1971. |                   |                          | |                                                                                           |

## Mercury Bobcat (1974-1980)
Les concessionnaires Lincoln-Mercury ont commercialisé une variante réaménagée de la Pinto, sous le nom de Mercury Bobcat, en commençant par l'année modèle 1974 au Canada, produite dans tous les mêmes styles de carrosserie. Elle a été conçue avec une calandre unique de style caisse à œufs et des lunettes de phare chromées. L'arrière présentait des doubles feux arrière à largeur modifiés pour les modèles berline à malle et Runabout.
Pour 1975, la Bobcat a été ajoutée au marché américain et était initialement vendue dans des niveaux de finition améliorés comme la Runabout à hayon et le break Villager. Des versions moins garnies ont été proposées dans les années modèles suivantes. La Bobcat n'a jamais été proposée pour le marché américain en tant que berline deux portes avec un coffre à malle. Toutes les Bobcat ont été redessinées avec un capot en forme de dôme et une calandre plus haute à barre verticale qui ressemble à ceux des modèles supérieurs de Mercury. Tout au long de toutes les années modèles, les Bobcat ont reçue diverses finitions d'apparence similaires à celles des Pinto.
Pour 1979, la Bobcat a reçu un restylage majeur avec une partie avant inclinée vers l'arrière avec des phares rectangulaires et une calandre plus grande à barre verticale. À l'exception des breaks, les feux arrière ont été révisés. Le tableau de bord de base a reçu un nouveau design rectangulaire avec un bloc de tableau de bord modifié.
La production de la Bobcat a pris fin en 1980 pour faire place à sa remplaçante, la Mercury Lynx. Au total, 224 026 Bobcat ont été produites de 1975 à 1980.

## Réception et critique
À sa sortie, la Pinto a reçu des critiques positives et négatives. Road & Track a critiqué la suspension et les freins à tambour standard, qualifiant ces derniers de "grave carence", mais a fait l'éloge du moteur éprouvé, le Kent de 1,6 L, adapté des Ford européennes. Super Stock Magazine a trouvé l'ajustement et la finition "supérieurs" et a été impressionné par la voiture dans son ensemble. Car and Driver a trouvé que la Pinto, lorsqu'elle était équipée du plus gros moteur de 2,0 L et des freins à disque avant, était une voiture de banlieue agile et puissante offrant une bonne visibilité et une sensation de voiture de sport. Un examen de Car and Driver avec une Pinto de 1974 équipée de la transmission automatique n'était pas aussi favorable, notant une diminution significative du kilométrage et de l'accélération.
La controverse ultérieure entourant la Pinto a abouti à un héritage négatif associé à la voiture et à la gestion des controverses par Ford. En 2004, Forbes a inclus la Pinto parmi ses quatorze pires voitures de tous les temps, notant que ses problèmes ont contribué à créer une ouverture sur le marché américain pour les petites voitures en provenance du Japon. Le magazine Time a inclus la Pinto sur sa liste des cinquante pires voitures de tous les temps. Time, Popular Mechanics et NBC News ont inclus la voiture dans leurs listes des rappels les plus importants,,.

## Incendies du système d'alimentation en carburant, rappel et litige
La sécurité de la conception du système d'alimentation en carburant de la Pinto a conduit à des incidents critiques et a par la suite entraîné un rappel, des poursuites pénales et une controverse publique. Les événements entourant la controverse ont été décrits comme un "récit historique". La Ford Pinto a été citée et débattue dans de nombreuses études sur l'éthique des affaires, ainsi que sur la réforme de la responsabilité délictuelle,.
Le placement du réservoir de carburant de la voiture était le résultat à la fois des pratiques industrielles conservatrices de l'époque et de l'environnement réglementaire incertain pendant le développement et les premières périodes de vente de la voiture. Ford a été accusé de savoir que la voiture avait un emplacement de réservoir dangereux, puis d'avoir renoncé à des modifications de conception basées sur une analyse coûts-avantages interne. Deux affaires juridiques marquantes, Grimshaw c. Ford Motor Co. et Indiana c. Ford Motor Co., ont résulté d'accidents mortels impliquant des Pinto.
Des travaux universitaires publiés dans les décennies qui ont suivi la sortie de la Pinto ont examiné les cas et offert des résumés de compréhension générale sur la Pinto et de la controverse concernant les performances de sécurité de la voiture et le risque d'incendie. Ces travaux ont examiné : les malentendus liés au nombre réel de décès liés aux incendies liés à la conception du système d'alimentation en carburant, « des allégations sauvages et non étayées affirmées dans Pinto Madness et ailleurs », les faits des affaires juridiques connexes, Grimshaw vs Ford Motor Company et État de l'Indiana vs Ford Motor Company, les normes de sécurité applicables au moment de la conception, la nature des enquêtes de la NHTSA et les rappels ultérieurs de véhicules. L'un d'eux a qualifié l'affaire juridique associée de « mythique » en raison de plusieurs idées fausses, factuelles et importantes et de leur impact sur la compréhension du public.

### Conception du système de carburant
La conception du système d'alimentation en carburant de la Pinto a été compliquée par l'environnement réglementaire incertain pendant la période de développement. La première norme fédérale concernant la sécurité des systèmes d'alimentation en carburant automobile, adoptée en 1967, connue sous le nom de section 301 des normes fédérales de sécurité des véhicules automobiles, ne prenait initialement en compte que les impacts avant. En janvier 1969, 18 mois après le début du cycle de développement de la Pinto, la NHTSA a proposé d'étendre la norme pour couvrir les collisions arrière. La norme proposée était basée sur un essai de choc arrière avec une barrière mobile lancée à 32 km/h. Ford a publiquement annoncé qu'elle soutenait la norme. En août 1970, le mois où la Pinto est entrée en production, la NHTSA a changé la proposition en une norme plus stricte avec barrière fixe et voiture lancée à 32 km/h que les constructeurs automobiles devaient respecter dans 18 mois. L'industrie automobile a vu la norme à barrière fixe comme une augmentation significative de la sévérité des tests. Dans le même temps, la NHTSA a annoncé un objectif à long terme de fixer une norme avec barrière fixe et voiture lancée à 48 km/h,. En raison de la confusion liée aux diverses normes proposées et de l'espoir que la NHTSA ne sélectionnerait pas la norme la plus stricte, barrière fixe avec voiture lancée à 48 km/h, Ford a volontairement choisi de se conformer à la norme de barrière mobile lancée à 32 km/h pour toutes les voitures d'ici 1973,. Ford et d'autres constructeurs automobiles se sont opposés à la norme de sécurité la plus stricte concernant les systèmes d'alimentation en carburant et ont déposé des objections pendant les périodes de commentaires requises par le règlement proposé.
La conception de la Pinto avait son réservoir de carburant positionné entre l'essieu arrière solide et le pare-chocs arrière, une pratique courante dans les voitures sous-compactes américaines de l'époque. La vulnérabilité de la Pinto face aux fuites de carburant et aux incendies lors d'une collision par l'arrière a été exacerbée par un « espace d'écrasement » arrière réduit, un manque de renforcement structurel à l'arrière et un pare-chocs arrière « essentiellement ornemental » (bien que similaire à celui d'autres fabricants).
Les essais de collision, effectués en 1970 avec des Ford Maverick modifiées, dans le cadre d'une réponse aux règlements proposés par la NHTSA, ont démontré une vulnérabilité à des vitesses de collision assez faibles. Des modifications de conception ont été apportées, mais les tests post-lancement ont montré des résultats similaires. Ces tests ont été menés pour élaborer les normes d'essais de collision plutôt que de spécifiquement étudier l'intégrité du système d'alimentation en carburant. Bien que les ingénieurs de Ford n'étaient pas satisfaits des performances de la voiture, aucun rapport de l'époque n'indique une préoccupation particulière. La Pinto a été testée par le rival American Motors (AMC) où, en plus des essais de collision, des ingénieurs se sont spécialisés dans les performances du système d'alimentation en carburant en raison des incendies potentiellement mortels lors de collisions graves.
Ford a également testé plusieurs véhicules avec des modifications différentes qui pourraient améliorer les performances d'impact arrière. Cependant, la prudence professionnelle de l'ingénieur et son aversion pour les solutions « non prouvées », ainsi que l'opinion selon laquelle les résultats des essais de collision n'étaient pas concluants, ont conduit à l'utilisation d'une conception et d'un emplacement classiques pour le réservoir,. L'utilisation d'un emplacement de réservoir au-dessus de l'essieu était considérée comme plus sûre par certains, mais pas tous, chez Ford. Ce placement n'était pas une option viable pour les styles de carrosserie à hayon et break.
À partir de 1973, le bureau du coordonnateur des rappels de Ford a reçu des rapports de terrain concernant des Ford Pinto consumées par le feu après des collisions arrière à basse vitesse. Sur la base des procédures standard utilisées pour évaluer les rapports de terrain, le groupe d'évaluation des rappels internes de Ford a examiné à deux reprises les données du terrain et n'a trouvé aucun problème pouvant faire l'objet d'une action.

### Analyse coûts-avantages, le Pinto Memo
Elle a fait l'objet d'une polémique au sujet de son réservoir d'essence qui, à la suite d'un choc arrière, pouvait être endommagé et, dans certains cas, exploser et déclencher un incendie.
Le Pinto Memo, un document faisant l'analyse coût/avantage entre le rappel et la modification des voitures, n'était pas un document interne produit par Ford mais une note attachée à une proposition d'évolution des normes de sécurité, produite par l'administration de la sécurité des autoroutes américaines. Il a été, de fait, refusé lors d'un procès.
Conclusions du Pinto Memo :
- pertes estimées au moment de la décision : 180 morts brûlés (estimés à 200 000 $ par vie humaine), 180 brûlés graves (à 67 000 $ chaque) et 7 000 véhicules détruits (seulement 700 $) ;
- bénéfice attendu si la correction n'était pas faite : 49,5 millions de dollars ;
- coût attendu si la correction était faite : 137 millions de dollars (coût de l'adaptation : 11 $ par véhicule, pour 12,5 millions de véhicules car l'étude porte sur tous les modèles Ford susceptibles d'avoir le défaut).

Vingt-sept personnes sont décédées à cause de ce problème de réservoir. Ce qui amène les chiffres de sécurité de la Pinto au même niveau que ceux des voitures comparables de l'époque.
L'affaire de la Pinto s'est traduite, pour Ford, par le rappel, à ses frais de tous les véhicules présentant le défaut ainsi que par une longue procédure judiciaire qui aboutit à une condamnation à payer des dommages et intérêts s'élevant à 125 millions de dollars, qui ont été drastiquement réduits en appel à moins de 4 millions. L'image de marque de l'entreprise a également été affectée, Ford étant accusé de fabriquer « le barbecue où on peut s'asseoir à quatre » (« Barbecue that seats four »).

### Enquête de la NHTSA
En avril 1974, le Center for Auto Safety a demandé à la National Highway Traffic Safety Administration (NHTSA) de rappeler les Ford Pinto pour remédier aux défauts de conception du système de carburant après des rapports d'avocats faisant état de trois décès et de quatre blessures graves dans des collisions arrière à vitesse modérée,. La NHTSA a constaté qu'il n'y avait pas suffisamment de preuves pour justifier une enquête sur les défauts,. En août 1977, l'article "Pinto Madness" de Dowie a été publié, lançant une série d'accusations contre Ford, la Pinto et la NHTSA. Ceux-ci comprenaient que Ford savait que la Pinto était un « piège à feu » et a déclaré que Ford n'a pas mis en œuvre de modifications de conception parce que le document d'analyse coûts-avantages de la société a montré que le paiement de millions de dommages-intérêts dans les poursuites était moins coûteux que les modifications de conception. Le lendemain de la publication de l'article, le défenseur des consommateurs Ralph Nader et l'auteur de l'article de Mother Jones ont tenu une conférence de presse à Washington DC sur les dangers présumés du design de la Pinto. Le même jour, Nader et le Center for Auto Safety ont de nouveau soumis leur pétition à la NHTSA.
Schwartz, dans un article de la Rutgers Law Review, a déclaré que l'enquête de la NHTSA sur la Pinto était en réponse aux plaintes des consommateurs et a noté que l'article de Mother Jones comprenait un extrait de « coupon » que les lecteurs pouvaient envoyer à la NHTSA. Lee et Ermann notent que l'étiquetage de Mother Jones, qualifiant la Pinto de « piège à feu », et les accusations selon lesquelles la NHTSA cédait à la pression de l'industrie ainsi que l'intérêt public créé par des reportages sensationnalisés "ont forcé une deuxième enquête sur la Pinto et ont garanti être sous le microscope pendant toute sa durée".
Le 11 août 1977, au lendemain de la conférence de presse de Nader et Mother Jones, la NHTSA a ouvert une enquête. Le 8 mai 1978, la NHTSA a informé Ford de sa détermination selon laquelle le système d'alimentation de la Pinto était défectueux. La NHTSA a conclu:
Les Ford Pinto de 1971-1976 ont subi des collisions arrière à vitesse modérée qui ont entraîné des dommages au réservoir de carburant, des fuites de carburant et des incendies qui ont entraîné des décès et des brûlures non mortelles... La conception du réservoir de carburant et les caractéristiques structurelles de la Mercury Bobcat de 1975 à 1976, qui la rendent identique aux Pinto contemporaines, la rendent également soumise aux mêmes conséquences lors de collisions arrière,.
La NHTSA a programmé une audience publique pour juin 1978 et la NHTSA a négocié le rappel avec Ford.
Lee et Ermann ont noté que la NHTSA a utilisé un test du pire des cas pour justifier le rappel de la Pinto, plutôt que le test de collision arrière régulier de 1977. Une grande voiture « lancée comme une balle » a été utilisée à la place d'une barrière mobile standard. Des poids ont été placés dans le nez de la voiture pour l'aider à glisser sous la Pinto et maximiser le contact avec le réservoir d'essence. Les phares du véhicule ont été allumés pour fournir une source d'allumage possible. Le réservoir de carburant était complètement rempli d'essence plutôt que partiellement rempli de liquide Stoddard ininflammable comme c'était le cas pour la procédure d'essai normale. Dans une interview ultérieure, ils ont demandé à l'ingénieur de la NHTSA pourquoi la NHTSA avait forcé un rappel de la Pinto pour avoir échoué à un test de 56 km/h, étant donné que la plupart des petites voitures de l'époque n'auraient pas réussi. "Ce n'est pas parce que vos amis s'en sortent avec le vol à l'étalage que vous devriez vous en sortir aussi",.
La National Highway Traffic Safety Administration (NHTSA) a finalement ordonné à Ford de rappeler la Pinto. Au départ, la NHTSA estimait qu'il n'y avait pas suffisamment de preuves pour exiger un rappel en raison d'incendies. L'enquête de la NHTSA a révélé que 27 décès se sont produits entre 1970 et le milieu de 1977 dans des collisions avec impact arrière qui ont provoqué un incendie. La NHTSA n'a pas indiqué si ces impacts auraient pu subir l'absence d'un incendie, si les impacts étaient plus graves ou même si un système d'alimentation de pointe (pour 1977) aurait pu résister. Dans leur analyse des facteurs sociaux affectant les actions de la NHTSA, Lee et Ermann notent que 27 est le même nombre de décès attribués à un problème de transmission de la Pinto qui a contribué aux collisions après que les voitures concernées n'aient calées. Ils notent également que la NHTSA avait deux incitations principales à prouver qu'un défaut existait dans la conception du système de carburant de la Pinto. L'administration a subi des pressions de la part des défenseurs de la sécurité (Center for Auto Safety) ainsi que de la réponse du public. Ils étaient également contraints d'agir en raison de la manière dont les tribunaux et la branche exécutive limitaient la capacité de la NHTSA de traiter les problèmes systématiques de sécurité automobile.

### Rappel
Bien que Ford aurait pu procéder une audience de rappel officielle, craignant de porter atteinte à la réputation publique de l'entreprise, l'entreprise a accepté un programme de « rappel volontaire ». Le 9 juin 1978, quelques jours avant que la NHTSA n'émette à Ford un ordre de rappel officiel, Ford a rappelé 1,5 million de Ford Pinto et de Mercury Bobcat, le plus grand rappel de l'histoire de l'automobile à l'époque. Ford n'était pas d'accord avec la conclusion de la NHTSA concernant un défaut, et a déclaré que le rappel visait à « mettre fin aux préoccupations du public résultant de la critique des systèmes d'alimentation en carburant de ces véhicules ». Le rappel de Ford a consisté en un placement d'écran en polyéthylène entre le réservoir et les causes probables de perçage, un allongement du tube de remplissage et une amélioration du joint de remplissage du réservoir en cas de collision.

### Affaires juridiques
Environ 117 poursuites ont été intentées contre Ford dans le cadre d'accidents à l'arrière de la Pinto. Les deux affaires les plus importantes étaient Grimshaw vs Ford Motor Company et État de l'Indiana vs Ford Motor Company.

#### Grimshaw vs Ford Motor Company
Grimshaw vs Ford Motor Co., tranchée en février 1978, est l'une des deux affaires Pinto importantes. Une Pinto de 1972 conduite par Lily Gray a calé dans la voie centrale d'une autoroute californienne. La voiture a été heurtée par l'arrière par un véhicule roulant initialement à 80 km/h et percutée à une vitesse estimée entre 48 et 80 km/h, ce qui a provoqué un incendie dans le réservoir de carburant. Gray est décédée au moment de l'impact. Richard Grimshaw, le passager de treize ans, a été gravement brûlé,. Le barreau du plaignant a collaboré avec Mother Jones et le Center for Auto Safety pour publier des informations accablantes sur Ford avant le procès,. Le jury a accordé 127,8 millions de dollars en dommages-intérêts totaux; 125 millions de dollars en dommages-intérêts punitifs et 2 841 000 $ en dommages-intérêts compensatoires au passager Richard Grimshaw et 665 000 $ en dommages-intérêts compensatoires à la famille de la conductrice décédée, Lily Gray. L'accord du jury aurait été le plus important jamais enregistré dans les affaires de responsabilité du fait des produits et de dommages corporels aux États-Unis. L'accord du jury était le plus important contre un constructeur automobile à l'époque. Le juge a réduit le montant des dommages-intérêts punitifs du jury à 3,5 millions de dollars, ce qui, selon lui, était "encore plus élevé que tout autre montant de dommages-intérêts punitifs dans l'État d'un facteur d'environ cinq". Ford a ensuite décidé de régler les affaires connexes à l'amiable.
Les réactions à l'affaire Grimshaw ont été mitigées. Selon le Los Angeles Times en 2010, l'accord « signalait à l'industrie automobile qu'elle serait sévèrement sanctionnée pour ignorer les défauts connus ». L'affaire a été présentée comme un exemple de la déconnexion entre l'utilisation de l'analyse des risques d'entreprise et la tendance des jurys à être offensés par de telles analyses. L'affaire est également citée comme un exemple de dommages-intérêts punitifs irrationnels. Tout en appuyant la conclusion de responsabilité, Schwartz note que l'indemnisation des dommages punitifs est difficile à justifier,.

#### Indiana vs Ford Motor Co.
Le 10 août 1978, trois adolescentes de la famille Urlich d'Osceola, Indiana, ont été tuées lorsque la Pinto de 1973 dans laquelle elles se trouvaient a été impliquée dans une collision arrière. La conductrice s'était arrêté sur la route pour récupérer le bouchon d'essence de la voiture qui avait été laissé par inadvertance sur le toit de la voiture et qui était par la suite tombé sur la route. À l'arrêt, la Pinto a été heurtée par un fourgon Chevrolet. Ford a envoyé aux Urlich un avis de rappel pour la Pinto en 1979. Un grand jury a inculpé Ford de trois chefs d'homicide imprudent. Indiana vs Ford a été un jalon dans le droit de la responsabilité du fait des produits car c'était la première fois qu'une société a été accusée au criminel pour un produit défectueux, et la première fois qu'une société a été accusée d'homicide. S'il est reconnu coupable, Ford encourt une amende maximale de 30 000 $ en vertu de la loi de 1978 sur l'homicide imprudent de l'Indiana. La défense juridique de Ford était beaucoup plus ambitieuse que les efforts déployés dans l'affaire Grimshaw. L'effort était dirigé par James F. Neal avec une équipe de 80 personnes et un budget d'environ 1 million de dollars; le procureur du comté d'Elkhart avait un budget d'environ 20 000 dollars et des professeurs de droit et des étudiants en droit bénévoles. Un ancien chef de la NHTSA, témoignant au nom de Ford, a déclaré que le design de la Pinto n'était ni plus ni moins sûr que celui de toute autre voiture de sa catégorie. En 1980, Ford a été déclaré non coupable. En 1980, une poursuite civile a été réglée pour 7 500 $ à chaque demandeur.
Selon Automotive News en 2003, l'acte d'accusation était un point bas dans la réputation de Ford. Certains ont vu le procès comme un jalon pour prendre une société à la tâche pour ses actions, tandis que d'autres ont vu l'affaire comme frivole,. En 2002, Malcolm Wheeler, un avocat travaillant avec l'équipe de défense de Ford, a noté que l'affaire était une mauvaise application du droit pénal. L'affaire a également eu un impact sur la manière dont Ford a traité les futures affaires de responsabilité du fait des produits à la fois légalement et dans la presse.

### Analyse rétrospective de la sécurité
Un article de la revue Rutgers Law Review de l'ancien professeur de droit de l'UCLA, Gary T. Schwartz (voir la section 7.3 Enquête de la NHTSA ci-dessus), a examiné les taux de mortalité de la Pinto et de plusieurs autres petites voitures de l'époque. Il a noté que les incendies, et les incendies à l'arrière, en particulier, ne représentent qu'une très petite partie de l'ensemble des accidents mortels. À l'époque, seulement 1% des accidents d'automobile entraîneraient un incendie et seulement 4% des accidents mortels impliquaient un incendie, et seulement 15% des accidents mortels dus à un incendie sont le résultat de collisions par l'arrière. Si l'on considère la sécurité globale de la Pinto, les voitures sous-compactes en tant que catégorie présentent un risque de mortalité généralement plus élevé. Les Pinto représentaient 1,9% de toutes les voitures sur la route pendant la période 1975–76. Pendant ce temps, la voiture représentait 1,9% de tous les « accidents mortels accompagnés d'un incendie ». Cela implique que la Pinto était moyenne par rapport à toutes les voitures et légèrement au-dessus de la moyenne dans sa catégorie. Lorsque tous les types de décès sont pris en compte, la Pinto était à peu près égale avec l'AMC Gremlin, la Chevrolet Vega et la Datsun 510. C'était nettement mieux que la Datsun 1200/210, la Toyota Corolla et la VW Coccinelle. Le bilan de sécurité de la voiture en termes d'incendie était moyen ou légèrement inférieur à la moyenne pour les compactes et toutes les voitures respectivement. Cela était considéré comme respectable pour une voiture sous-compacte. Ce n'est que si l'on considère le sous-ensemble restreint des chocs arrière que les décès par incendie de la voiture étaient moins bons que la moyenne des voitures sous-compactes. Tout en reconnaissant qu'il s'agit d'un point juridique important, Schwartz a rejeté la représentation de la voiture comme un piège à feu.

## Au cinéma et à la télévision
- Dans la série télévisée Drôles de Dames de Ivan Goff et de Ben Roberts, une Ford Pinto orange avec un toit blanc est présente tout au long de la série.
- Dans le film Cujo de Lewis Teague adapté de l’ouvrage éponyme de Stephen King, Donna et Tad sont réfugiés dans leur Ford Pinto, tombée en panne de batterie, alors que Cujo, un saint-bernard enragé, cherche à les tuer.
- Dans le film Le Silence des Agneaux de Jonathan Demme, sorti en 1991, l'agent du FBI Clarice Starling (Jodie Foster) conduit une vieille Ford Pinto grise à laquelle il manque l'enjoliveur de roue arrière gauche et dont le feu arrière gauche ne fonctionne pas.
- Dans le film Top secret ! du trio David Zucker, Jim Abrahams et Jerry Zucker, le pare-chocs d'une voiture de l'armée allemande touche à peine l'arrière d'une Pinto rouge. La marque de la voiture est clairement identifiable. Dans l'instant qui suit, la voiture prend feu, provoquant aussi l'explosion de la voiture allemande. Quelques minutes plus tard, bien qu'encore en feu, la voiture allemande redémarre et un des personnages dit : « Y a une chose qu'on peut pas enlever aux Allemands : ils savent construire des bagnoles. » Le clin d'œil aux déboires de la marque Ford est clair.
- Plus récemment, dans The Losers de Sylvain White sorti en 2010, une Ford Pinto jaune, elle aussi en piteux état, est utilisée par Clay (Jeffrey Dean Morgan) et Rorque (Idris Elba) lors de l'attaque du fourgon blindé à Miami. Une « véritable voiture classique sans ceinture de sécurité », selon les héros du film.
- Dans le film L'Apprenti sorcier de Jon Turteltaub sorti en 2010, une Ford Pinto verte conduite par Balthazar Blake (Nicolas Cage) est utilisée pour échapper à une attaque de Maxim Horvath (Alfred Molina).
- Dans la série Stranger Things, une Ford Pinto verte appartenant à Joyce Byers (Winona Ryder) est conduite par le shérif Jim Hopper (David Harbour).

On peut la remarquer aussi dans le film The Last Stop in Yuma County,(2024),conduite par Beau ([Richard Brake]), qui a joué le rôle de braqueur.

## Galerie

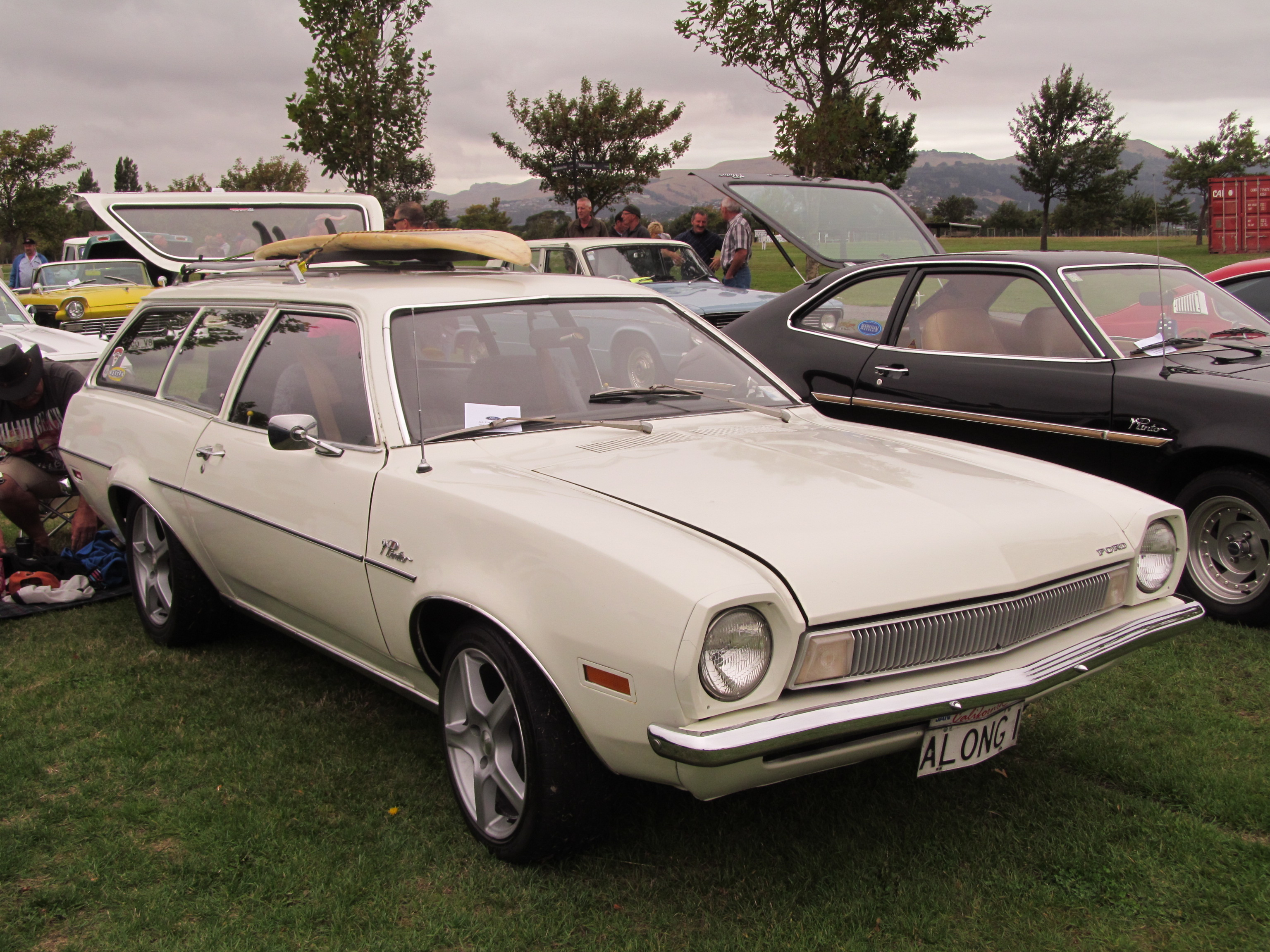
Ford Pinto Wagon 1972.
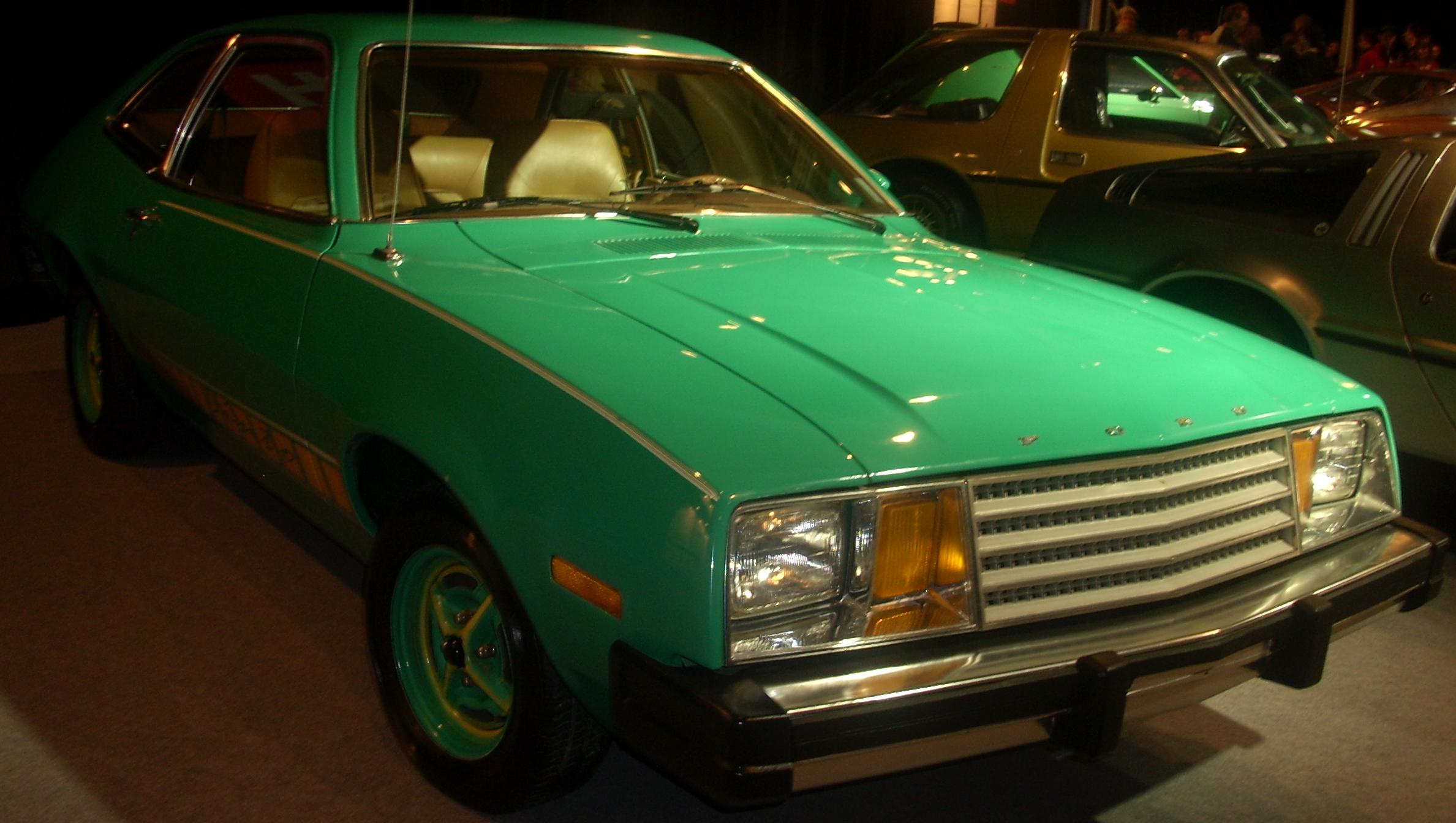
Ford Pinto 1979.
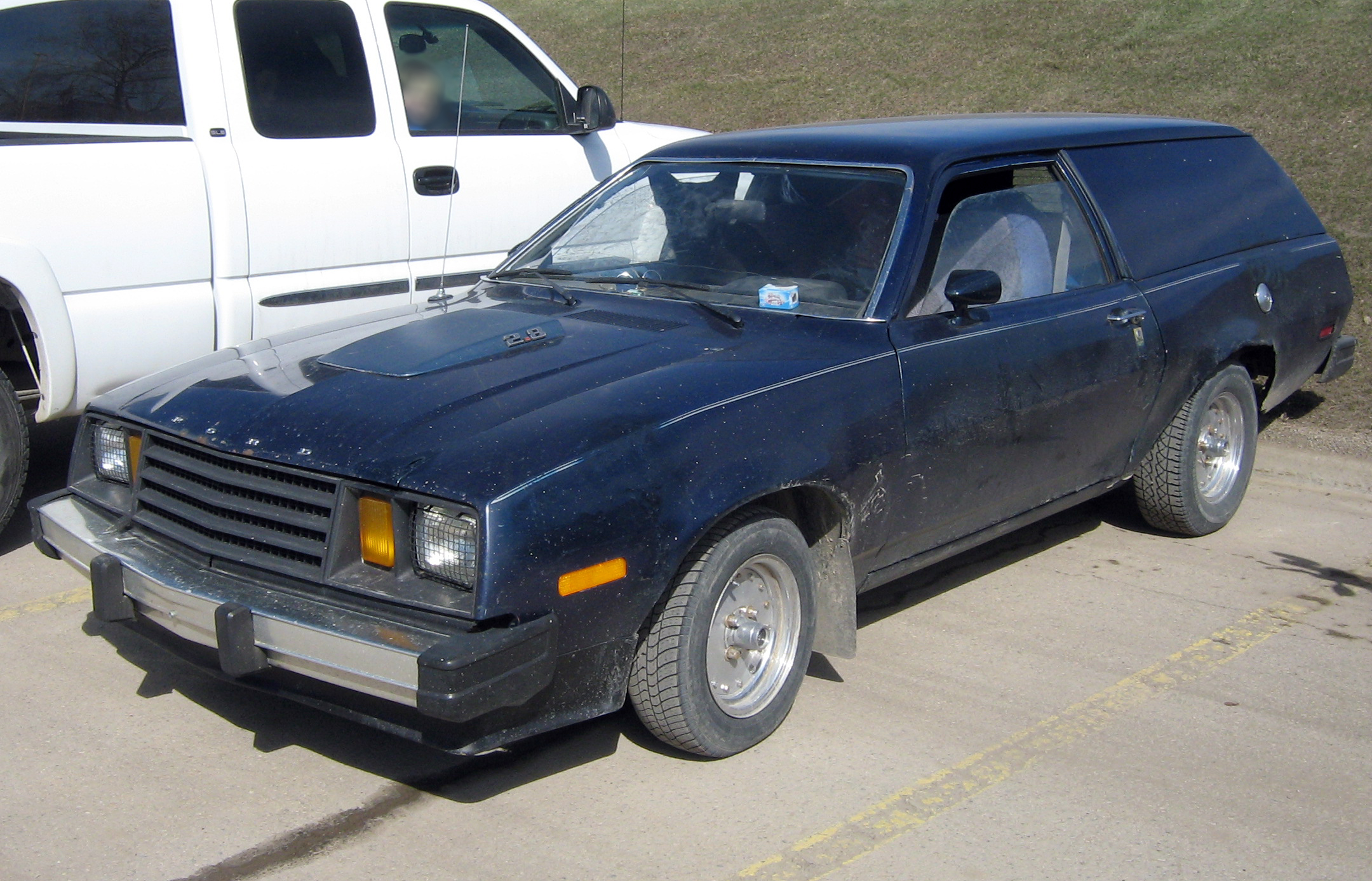
Ford Pinto Panel Wagon 1979.